# 仇志強
仇志強（Chow Chee Keong，1948年11月26日—2018年2月21日），已故马来西亚华人足球運動員，祖籍广东顺德，吉隆坡出生，綽號「亞洲鋼門」、「神經刀」，連續五年當選「亞洲最佳門將」，退役後擔任高爾夫球教練。2018年2月21日因前列腺癌於吉隆坡馬來亚大学医院病逝，享壽69歲。

## 球員生涯
仇志強生於吉隆坡，父親在當地經營洗衣店。仇志強畢業於位於十五碑的喇沙小學（La Salle School），13歲時代表聖約翰書院比賽，被馬來西亞國家足球隊教練朱成貴看中，便入選馬來西亞青年軍。15歲更入選馬來西亞國家隊，首場國際賽是1964年11月對瑞典勁旅宇哥登，成為當時最年輕的大馬國腳。
1966年，仇志強到英國升讀大學預科課程，在亞洲足協秘書長韋立本介紹下，以試腳形式加盟英格蘭著名球會韋斯咸青年軍，跟隨操練及踢較低組別賽事。他也曾在同年为吉隆坡吉体会和雪兰莪州队效力。其後外借到地區聯賽球會雅维利（Aveley FC），1967年轉投另一支地區聯賽球會貝福特（Bedford Town FC），直至1968年完成學業，返回馬來西亞。
1968年協助馬來西亞國家足球隊，首次贏得默迪卡盃冠軍。同年代表馬華隊到香港參加杯賽，獲得賞識。1970年來香港為流浪客串三場，對戰南華、東方、星島，隨後獲怡和重金禮聘（底薪2,500港元另外500元職銜月薪，打破了當時香港足球員的薪金紀錄），展開職業足球生涯。
翌年，怡和退出甲組聯賽，仇志強於是改投南華。1971至1974年這三季，可說是仇志強職業生涯的黃金期，曾獲選為總督盃最佳防守球員。
1974年獲東昇會長霍英東以月薪 7,000（另加房子一層）高薪挖角，由南華轉投東昇，引起香港球壇一陣哄動。當時香港一般打工仔的月薪也不過千多元。
1977年重返南華，1977-78年度球季入選香港足球明星選舉最佳十一人。1978至79球季更穿梭香港、大馬兩地作賽，傳為一時佳話。1979年離開香港，1981年初回港為南華客串，但很快改投流浪，翌年則正式告別香港球壇。
1982年，他返回馬來西亞，替國家隊披掛三年後正式掛靴。退役後他迷上高爾夫球，進修多年取得教練資格。1991年起在馬來西亞，任教，1995年轉到中國深圳一家球會，1997年再來到香港的南華體育會執教。

## 軼事
1966年至1970年，連續五年當選「亞洲最佳門將」。
1972年6月7日，擁有球王比利壓陣的巴西球會山度士（Santos Futebol Clube）訪港，與加山進行表演賽，南華應加山要求將仇志強借出。當日下午南華在旺角花墟球場與星島作賽，由於當時連接港島與九龍的香港海底隧道尚未通車，為了讓仇志強能及時趕到香港大球場作賽，加山特別安排直昇機接他到大球場。。
1972年夏天, 精工升上甲組，羅致多名優秀球員組成巨型班角逐，本欲以四萬八千元一季薪金邀請他加盟 ，惟他最終決定留效南華。
當年仇志強曾接拍「貓嘜波打酒」的啤酒廣告，廣告其中一句宣傳語句為「十二碼都救到，心情特別好。」但在後來的訪問中，仇志強竟表示這啤酒佷苦，不喜歡喝這啤酒。結果，廣告被酒商抽起，其後改為找當時剛從外國返回香港的林子祥代替。

## 家庭生活
兒子仇明恩（Adrian），是馬來西亞國家冰球隊守門員。
兒子仇耀斌（Victor），曾在香港無綫電視擔任經理人，前女友是無綫電視藝員張秀文。

## 個人榮譽
- 亞洲最佳門將5次（1966、1967、1968、1969及1970年）
- 香港足球明星選舉最佳十一人（1977-78季度）
- 總督盃最佳防守球員

## 外部連結
- 神經刀仇志強